# Rafał Ludwik Rafiringa
Raphael-Louis Rafiringa (ur. 1 maja 1856 w Antananarywie (Madagaskar), zm. 19 maja 1919) – członek zakonu braci szkolnych z Madagaskaru, Błogosławiony Kościoła katolickiego.
W 1878 roku w wieku 22 lat wstąpił do wspólnoty zakonnej braci szkolnych, jednak w 1883 roku królowa Ranavalona II usunęła misjonarzy z kraju. Doprowadził do pokoju między Francją i Madagaskarem. W 1903 roku został odznaczony złotym medalem zasługi, potem został mianowany członkiem Akademii Madagaskaru. Zmarł mając 63 lata w opinii świętości. W 1933 roku jego ciało zostało przewiezione do Antananarywy. Pewien katechista dotknął wtedy jego trumny i nagle został uzdrowiony.
Beatyfikował go papież Benedykt XVI w dniu 7 czerwca 2009 roku.